# マーク＝アーモンド
マーク＝アーモンド（Mark-Almond）は、イングランド出身のジョン・マークとジョニー・アーモンドの2人を中心としたジャズ・ロック・バンド。米国を拠点に活動し、後のAORの源流とも言える、ジャジーで洗練されたアコースティック・サウンドが特徴。

## 経歴
1960年代、セッション・ギタリストとして活躍していたジョン・マークとサックス／フルート奏者であるジョニー・アーモンドは、1969年にブルースブレイカーズ解散後のジョン・メイオールのバンドで知り合い、2枚のスタジオ・アルバムに参加後、自分たちのバンドを結成する決意をする。米国のジャズ／ブルース系レーベルであるブルー・サム・レコードと契約し、ロジャー・サットン（ベース）とトミー・アイアー（キーボード）を加えて、1971年『マーク＝アーモンド（Mark-Almond）』でデビュー。翌1972年のセカンドアルバム『マーク＝アーモンドⅡ（Mark-Almond II）』からニューヨーク出身のベテランドラマーであるダニー・リッチモンドが加わるが、本作をもってサットンとアイアーがバンドから離脱する。
コロムビア・レコード移籍後、ジンジャー・ベイカーズ・エア・フォースに参加していたコリン・ギブソン（ベース）とケニー・クラドック（キーボード）、さらにアーモンドのソロプロジェクトである「ジョニー・アーモンド・ミュージック・マシーン」のレコーディングにも参加していたジェフ・コンドン（トランペット、フルート、キーボード）が迎えられ、6人編成でサードアルバム『復活（Rising）』（1972年）をリリース。
その後ギブソンとクラドックが抜け、マークとのデュオ「ジョン＆アラン」や、マークも在籍していた「スウィート・サーズデイ」のメンバーだったアラン・デイヴィスを含めた7人編成となり『マーク＝アーモンド・73（Mark-Almond 73）』（1973年）をリリース。このアルバムはライヴ・レコーディング3曲、スタジオ・レコーディング3曲から成り、ゲスト・ミュージシャンとしてニッキー・ホプキンスが参加している。しかし1972年にマークがジョー・コッカーとのツアーで訪れていたハワイで木から落ちて左手薬指を失う事故に見舞われ、残りのツアーはキャンセルとなり、バンドは解散する。
マークは1975年にソロ・アルバム『友に捧げる唄（Songs For A Friend）』で音楽活動を再開する。同年、アーモンドと再会しバンドの再編を決め、1976年に3年ぶりのアルバム『心に...（To The Heart）』をABCレコードからリリース。本作からはマークとアーモンド2人のユニットとなり、レコーディングには元メンバーのトミー・アイアーや、ビリー・コブハムやジム・ゴードンといった名だたるドラマーがゲストに迎えられている。
1978年、A&Mレコード傘下のホライゾン・レコードと新たな契約を結び、デビューアルバムに収録されていた「ザ・シティ（The City）」の新バージョンを含む『アザー・ピープルズ・ルーム（Other Peoples Rooms）』をリリース。1980年初頭まで活動を継続した後に解散。1990年代半ばに再々結成され、マークが設立したホワイト・クラウド・レーベルからアルバム『Nightmusic』（1996年）を発表する。

## 主なメンバー
- ジョン・マーク（Jon Mark） - ギター、ボーカル担当

（1943年5月8日 - 2021年2月10日）
イングランドのコーンウォール州ファルマス出身。
1960年代初頭のブリティッシュロック全盛の中で、スタジオ・ギタリスト兼プロデューサーとして活動。1963年、マークの幼馴染で、後にマーク＝アーモンドにも参加するアラン・デイヴィスとのデュオ「ジョン＆アラン」でアルバムを1枚制作する。1965年からマリアンヌ・フェイスフルのレコーディングとコンサートに参加。マークは彼女の楽曲の作詞・編曲を手掛ける。1968年には、アラン・デイヴィスやニッキー・ホプキンスと「スウィート・サーズデイ」を結成、翌年にアルバムをリリース。
1985年にはニュージーランドに移住。1993年に設立した自身のレーベル「ホワイト・クラウド」からニューエイジ・ミュージックの作品を多数リリースした。マークが妻のテルマ・バーチェルと制作したアルバム『Sacred Tibetan Chant』は、2004年にグラミー賞の最優秀トラディショナル・ワールドミュージック・アルバム賞を受賞した。
2021年、77歳で亡くなった。
- ジョニー・アーモンド（Johnny Almond） - サックス、フルート、ボーカル担当

（1946年7月20日 - 2009年11月18日）
イングランドのミドルセックス州（現ロンドン特別区）インフィールド出身。
1960年代後半に、アニマルズのオリジナルキーボード奏者であるアラン・プライスが結成したアラン・プライス・セットやズート・マネーズ・ビッグ・ロール・バンドなど、数多くのセッションワークに携わっていた。1969年、「ジョニー・アーモンド・ミュージック・マシーン（Johnny Almond's Music Machine）」を結成して2枚のアルバムをリリース。並行して、ジョン・メイオールのバンドに参加する。
2009年、カリフォルニア州ヘイワードにてがんのため63歳で亡くなった。
- ロジャー・サットン（Roger Sutton） - ベース担当

イングランドのミドルセックス州（現ロンドン特別区）アイズルワース出身。
1960年代初頭にブライアン・ベントレー＆ザ・キングスメンのメンバーとして、また同グループのメンバー・チェンジを経て結成されたファイヴ・エンバースで活動。1960年代後半には、ブライアン・オーガー・アンド・ザ・トリニティーや、ズート・マネーズ・ビッグ・ロール・バンドのポール・ウイリアムスが結成したポール・ウイリアムス・セット（ジョニー・アーモンドやジェフ・コンドンも在籍）に加入。ジョニー・アーモンド・ミュージック・マシーンのアルバム『Patent Pending』や、エインズレー・ダンバーのブルー・ホエールにも参加。
1972年、マーク＝アーモンド在籍中にトミー・アイアーと「ストラビスマス（Strabismus）」というプロジェクトを立ち上げアルバムを制作する（当時はリリースされず、1999年に『Outside Looking In』として日の目を見る）。マーク＝アーモンド脱退後、ストラビスマスを母体とした「リフ・ラフ」を結成し、2枚のアルバムを制作。1974年、ニュークリアスに加入した。
- トミー・アイアー（Tommy Eyre） - キーボード担当

（1949年6月5日 - 2001年5月22日）
イングランド・シェフィールド出身。
1968年にジョー・コッカーのバンドに加入。全英シングルチャートで第1位を獲得した「心の友（ウィズ・ア・リトル・ヘルプ・フロム・マイ・フレンズ）」の印象的なオルガンはアイアーによるもの。1969年初頭にはコッカーのバンドを脱退し、エインズレー・ダンバー・リタリエイションやブルー・ホエールに加入する。
マーク＝アーモンドで2枚のアルバムを制作後、ロジャー・サットンとリフ・ラフを結成。マーク＝アーモンド脱退後も、1976年のアルバム『心に...』や、ジョン・マークの1975年のソロ・アルバム『友に捧げる唄』のレコーディングに参加している。1978年、センセーショナル・アレックス・ハーヴェイ・バンドに加入。同年、ジェリー・ラファティーのアルバム『シティ・トゥ・シティ』に参加し、ヒット曲「霧のベイカー街」はグラミー賞にもノミネートされた。1980年代以降は、ゲイリー・ムーア、グレッグ・レイク、マイケル・シェンカー・グループなど数々のアーティストのレコーディングおよびツアーメンバーとして活動。1983年からはワム!の音楽ディレクターを務め、「クラブ・トロピカーナ」や「ウキウキ・ウェイク・ミー・アップ」といったヒットシングルに携わり、1986年6月のウェンブリー・スタジアム公演を最後に解散するまで、このポップ・デュオのバックバンドを率いた。
2001年、ロサンゼルスにて食道がんのため51歳で亡くなった。
- ダニー・リッチモンド（Dannie Richmond） - ドラム担当

（1931年12月15日 - 1988年3月16日）
ニューヨーク市で生まれ、ノースカロライナ州グリーンズボロで育つ。
マーク＝アーモンドには、『マーク＝アーモンドⅡ』、『復活』、『マーク＝アーモンド・73』に参加。
もともとはテナーサックス奏者で、10代の頃はポール・ウイリアムス（サックス奏者）のバンドでR&Bを演奏していた。1955年にドラムを始め、その半年後にはチャールズ・ミンガスのバンドにドラマーとして加入し、1979年にミンガスが亡くなるまでのほとんどのセッションに参加した。ミンガスの活動休止中には、マーク＝アーモンド以外にチェット・ベイカー、ジョー・コッカー、エルトン・ジョンなどと活動した。
1988年、ハーレムにて心臓発作のため56歳で亡くなった。

## ディスコグラフィ
- 『マーク＝アーモンド』- Mark-Almond（1970年）（旧邦題：マークとアーモンドの世界）
- 『マーク＝アーモンドⅡ』- Mark-Almond II（1971年）（旧邦題：マークとアーモンド第2集）
- 『復活』- Rising（1972年）
- 『マーク＝アーモンド・73』- Mark-Almond 73（1973年）
- 『心に...』- To The Heart（1976年）
- 『アザー・ピープルズ・ルーム』- Other Peoples Rooms（1978年）
- Nightmusic（1996年）